# (32631) Majzoub
(32631) Majzoub est un astéroïde de la ceinture principale.

## Description
(32631) Majzoub est un astéroïde de la ceinture principale. Il fut découvert le 10 septembre 2001 à Socorro (Nouveau-Mexique) par le projet LINEAR. Il présente une orbite caractérisée par un demi-grand axe de 2,30 UA, une excentricité de 0,08 et une inclinaison de 4,3° par rapport à l'écliptique.